# Столкновение над Сургутом (1967)
Столкновение над Сургутом — авиационная катастрофа, произошедшая в воскресенье 2 июля 1967 года, когда в районе Сургута столкнулись самолёт Ан-2 и вертолёт Ми-6, при этом погибли 9 человек. Ан-2 упал в болото, потеряв управление. Ми-6, несмотря на повреждения, совершил аварийную посадку, при этом все 5 человек на борту выжили.

## Воздушные суда

### Ан-2
Самолёт Ан-2 борт 18253 (заводской номер — 116847308) был выпущен 25 ноября 1961 года и на время происшествия относился к 15-му отдельному авиационному отряду 7-го отдельного гвардейского ракетного корпуса Ракетных войск стратегического назначения (войсковая часть 43189, Омск), который относился к Сибирскому военному округу. Его экипаж состоял из трёх человек:
- Командир корабля — старший лейтенант Копашинский Георгий Иванович
- Штурман — капитан Салаутин Валентин Алексеевич
- Старший бортмеханик — старшина Галеев Гариф Салимжанович

Также на борту находились 6 пассажиров-военнослужащих:
- Майор Тесовский Борис Иванович — командир 3-го взвода 2-й роты 1-го батальона курсантов Калининградского КВИУ
- Старший лейтенант Олейник Николай Михайлович
- Младший лейтенант Бурлаков Владимир Александрович
- Рядовой Колчин Павел Кузьмич
- Ефрейтор Пивкин Владимир Петрович
- Рядовой Ланьшов Валерий Викторович

### Ми-6
Вертолёт Ми-6 с регистрационным номером CCCP-11289 на момент происшествия относился к Тюменскому объединённому авиационному отряду Тюменского управления гражданской авиации. Его экипаж состоял из пяти человек:
- Командир воздушного судна — Семенюк Владимир Яковлевич
- Второй пилот — Иванов В. С.
- Штурман — Показаньев В. А.
- Бортмеханик — Мамин А. П.
- Бортрадист — Котлов В. В.

## Катастрофа
Экипаж Ми-6 занимался обслуживанием экспедиции и выполнял полёт из Тюмени в Усть-Балык с промежуточной посадкой в Тобольске. В 12:05 местного времени борт 11289 вылетел из Тюмени и в 13:10 благополучно приземлился в Тобольске. Затем в 13:45 вертолёт вылетел на Усть-Балык; на его борту находился только экипаж. Согласно полученному экипажем перед вылетом прогнозу погоды, на участке от Сургута до Тобольска небо почти полностью было затянуто кучево-дождевыми и разорвано-дождевыми облаками с нижней границей 200—300 метров, кратковременный дождь, грозовое положение, а видимость достигала 6—10 километров. Но уже к 14 часам в районе Усть-Балыка, который находился в 20 километрах к северо-западу от оси маршрута Сургут — Тобольск погода начала быстро ухудшаться, а в 14:25 метеослужба в Сургуте сообщила в диспетчерский центр Сургутского аэропорта, что нижняя граница облачности снизилась до 130—180 метров.
В это время в самом Сургуте готовился к вылету военный Ан-2, который должен был выполнять грузопассажирский рейс в Тюмень (по некоторым данным, для поисков первой ступени баллистической ракеты). Несмотря на ухудшение погоды, диспетчер не запретил полёт, поэтому в 14:50 военный самолёт с 6 пассажирами, 3 членами экипажа и 300 килограммами груза на борту вылетел из Сургута. В 14:55, сохраняя связь с аэродромной диспетчерской службой, лётчики перешли на связь с районной диспетчерской службой Сургута и доложили о выполнении визуального полёта на высоте 200 метров, а в 15:07 получили подтверждение от диспетчера, что находятся на линии пути, а также разрешение на выход из зоны аэропорта.
В связи с тем, что погода продолжала ухудшаться, в 15:14 диспетчер дал экипажу Ми-6 команду следовать в Сургут, так как высота облачности на Усть-Балыком снизилась уже до 150 метров, из-за чего аэропорт Усть-Балык был закрыт по метеоусловиям. Вылетевшим ранее воздушным судам малой авиации, включая военный борт, команда возвращаться в Сургут не передавалась. Фактически теперь самолёт и вертолёт летели навстречу друг другу, да ещё на одной высоте, а их экипажи даже не подозревали об этом.
В 15:32 Ми-6 летел на высоте 150—170 метров и находился в 112 километрах к юго-западу (азимут 210°) от Сургутского аэропорта (близ нынешнего города Пыть-Ях), когда его второй пилот Иванов вдруг увидел летящий прямо на них Ан-2. Командир Семенюк ещё не успел заметить опасности, а второй пилот уже сразу взял управление на себя, после чего резко сбросил «шаг—газ», а затем резко накренил вертолёт влево. Но из-за малого расстояния столкновения уже было не избежать, поэтому через несколько секунд лопасти огромного несущего винта (диаметр 35 метров) наклонённого вертолёта врезались в самолёт и отрубили ему консольную часть правой верхней плоскости крыла, а также разрушили воздушный винт. Потеряв управление, Ан-2 перевернулся и, перейдя в почти отвесное падение, упал в болото и полностью разрушился, частично зарывшись в мягкую землю. Все 9 человек на его борту погибли. Вертолёт получил повреждения законцовок лопастей, а также 25-го и 26-го отсеков, но при этом сохранил управляемость, а вскоре благополучно приземлился в Сургуте. На его борту никто не пострадал.

## Причины
Расследованиями причин катастрофы занимались сразу две комиссии: от Министерства обороны и от Министерства гражданской авиации.
Военная комиссия пришла к выводам, что основных причин катастрофы было две:
1. Нарушения в работе руководителя полётов Сургутского аэропорта, который знал об ухудшении погодных условий и даже изменил по этой причине маршрут полёта вертолёта Ми-6, но при этом разрешил вылет самолёту Ан-2, а затем не стал возвращать его обратно, при этом не сообщив обоим экипажам о том, что они следуют встречными курсами по одному маршруту.
2. Оба экипажа нарушили правила визуальных полётов, так как у обоих метеорологический минимум по высоте составлял 200 метров, а потому, столкнувшись во время полёта с облачностью высотой всего 150 метров, они должны были прекращать заданные полёты. Но вместо этого лётчики и самолёта, и вертолёта продолжили следовать в нижней кромке облаков, либо близ её, хотя при этом видимость была недостаточной для выполнения визуального полёта.

Сопутствующей причиной катастрофы, по мнению военной комиссии, послужило то, что диспетчер не сообщал экипажам информацию о воздушной обстановке на трассе.
В отличие от военной, гражданская комиссия пришла к заключению, что основными причинами катастрофы стали ошибки в работе экипажа военного самолёта:
1. Были нарушены требования Основных правил полетов в воздушном пространстве СССР: борт 18253 должен был следовать по местной воздушной линии Сургут — Тобольск, но уклонился от маршрута на 12 километров и вышел на встречную трассу Уват — Сургут, хотя на ней запрещались полёты со встречными курсами.
2. Лётчики нарушили заданную высоту полёта 200 метров, снизившись до 150 метров.
3. Военный экипаж не поддерживал обязательную радиосвязь с Сургутской диспетчерской службой и не передавал данные о своём местонахождении и высоте, а потому диспетчер не мог знать, что военный борт следует на меньшей высоте и в стороне от маршрута.

Также гражданская комиссия подвергла критике отчёт военной комиссии, так как в нём были указаны погодные условия на 14:00 МСК или 16:00 местного времени, то есть спустя полчаса после происшествия, тогда как на момент катастрофы фактические погодные условия были на уровне, либо выше метеоминимума экипажей.
С учётом такой разницы в результатах расследования, впоследствии была создана межведомственная комиссия, которая пришла к заключению, что основной причиной катастрофы стало нарушение правил визуальных полётов обоими экипажами: они снизились под низший эшелон, когда столкнулись с облачностью, нижняя граница которой в свою очередь была ниже их установленного погодного минимума. Способствовали катастрофе следующие факторы:
1. Самолёт Ан-2 значительно отклонился от заданного маршрута полёта.
2. При выходе из зоны аэропорта военный самолёт получил контрольный пеленг, который позволял определить, что самолёт уже начал отклоняться от маршрута. Но его экипаж не стал пытаться выйти на заданную линию пути, не держал связь с диспетчером и не сообщал на землю о снижении высоты полёта.
3. Диспетчер местного диспетчерского пункта Сургутского аэропорта не сообщал экипажам о фактической погодной и воздушной обстановке в районе полётов.
4. Когда экипаж вертолёта Ми-6 следовал из Тобольска на Усть-Балык, то летел не по утверждённой трассе, а напрямик.
5. Контроль за подготовкой экипажа Ми-6 к полёту выполнял не старший диспетчер Тобольского аэропорта, а диспетчер-стажёр, который и разрешил экипажу полёт на Усть-Балык напрямую, а не по трассе.
6. Сургутская метеослужба (АМСГ) выдала прогноз погоды, который не подтвердился на первой половине маршрута Сургут — Тобольск и в районе аэропорта Усть-Балык.